# Stenopterus atricornis
Stenopterus atricornis là một loài bọ cánh cứng trong họ Cerambycidae.